# Puławska (rasa świni)

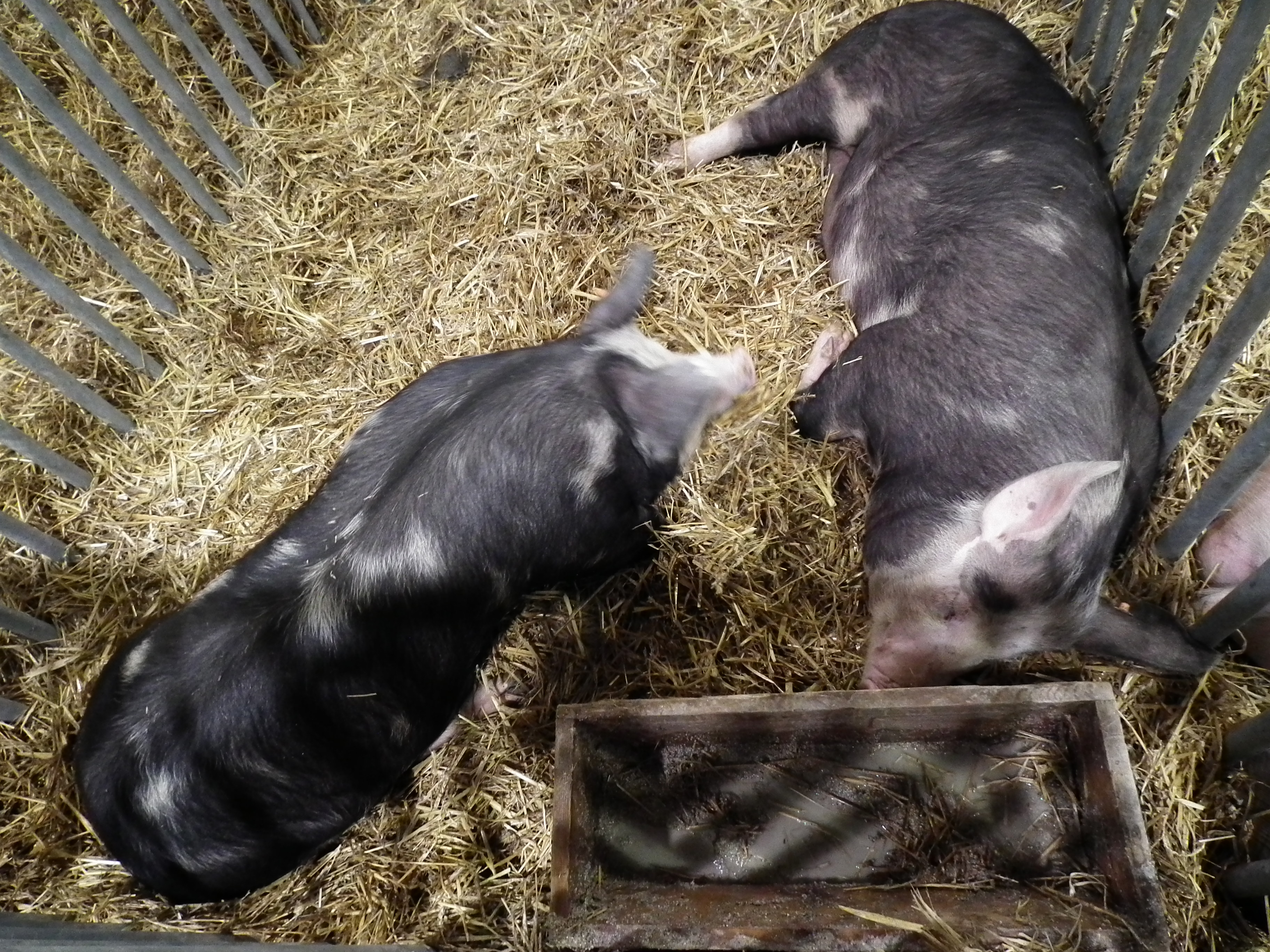
Loszki rasy puławskiej

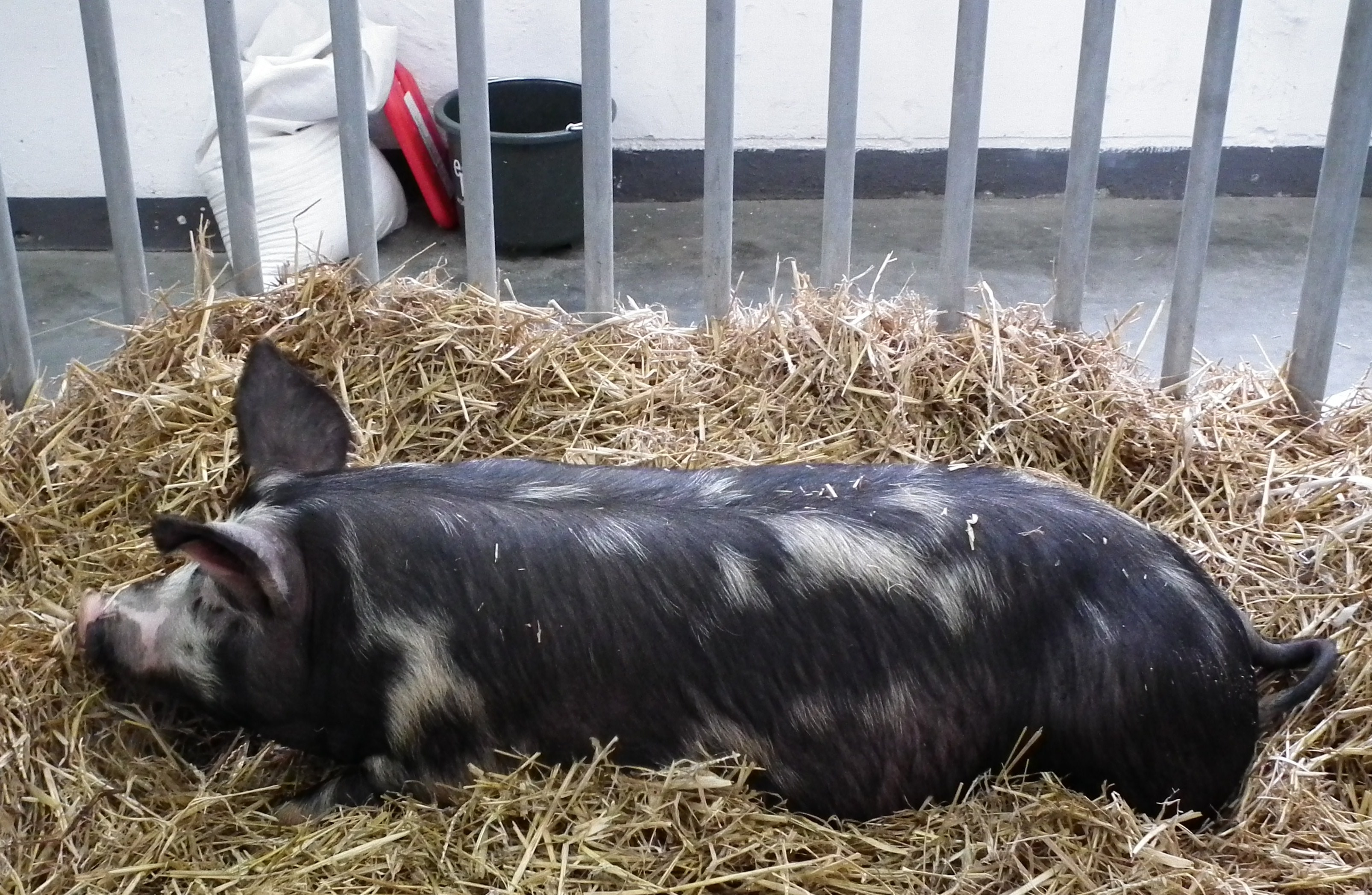
Leżąca świnia rasy puławskiej

Puławska (d. gołębska) – polska rasa świni domowej.

## Historia
Początki rasy datują się na początek XX wieku. W roku 1926 w Stacji Zootechnicznej Państwowego Instytutu Naukowego Gospodarstwa Wiejskiego w Borowinie podjęto systematyczne prace nad udoskonalaniem świń gołębskich – stada zakupionego w miejscowości Gołąb, będącego mieszańcami prymitywnych świń miejscowych, głównie ras polskiej kłapouchej i polskiej ostrouchej z importowaną rasą berkshire. Pracom przewodniczył profesor Zdzisław Zabielski. Popularność świni gołębskiej stopniowo rosła – największe skupiska hodowlane znajdowały się między Puławami a Dęblinem oraz w rejonie Kocka, Michowa i Kamionek. W 1935 roku rasa została spopularyzowana w siedmiu powiatach województwa lubelskiego, a do 1951 rozprzestrzeniła się na Mazowszu i Śląsku. W 1951 przyjęto nazwę ekotypu – puławska (wcześniej była to gołębska), a także podjęto decyzję o przekształceniu go w bardziej mięsny, poprzez dolew krwi rasy wielkiej białej angielskiej (typ bekonowy) i rasy berkshire. Największy rozwój rasy nastąpił w latach 1950–1960. W 1960 lochy stanowiły 9,8% polskiego stada loch zarodowych. Potem rasa ulegała redukcji, szczególnie gwałtownej pod koniec lat 80. XX wieku. Przyczyną było zwiększone zainteresowanie rasami bardziej mięsnymi. W 1997 roku populacja spadła do 86 loch i 10 knurów stadnych. Subsydia rządowe i wdrożony program ochronny wpłynęły na ustabilizowanie tej liczby.
Pewne partie ciężkich tuczników zakupiono do Hiszpanii z przeznaczeniem do produkcji szynek długodojrzewających. Rynek ten jednak oczekiwał mięsa znacznie bardziej otłuszczonego i współpraca nie była kontynuowana. Od 2010 rozpoczęto współpracę z siecią marketów Auchan. Mięso świń rasy puławskiej sprzedawano tam jako towar delikatesowy.

## Charakterystyka
Rasa puławska reprezentuje typ tłuszczowo-mięsny, o szybkim tempie wzrostu. Maciora rodzi średnio 9–12 prosiąt w miocie. Mięso ma wysokie walory smakowe i jakościowe, w szczególności przydatne do wytwarzania regionalnych produktów mięsnych. 28 maja 2009 wpisana została na polską listę produktów tradycyjnych pod nazwą świnia rasy puławskiej.

## Wzorzec rasy
Wzorzec historycznie ukształtowany:
- maść łaciata, czarno-biała, plamy nieregularnie rozmieszczone (czarne nie powinny przekraczać 70% powierzchni skóry), przy dopuszczeniu umaszczenia czarno-biało-rudego,
- głowa nieduża, w partii czołowej szeroka,
- ryj niezbyt długi i prosty,
- uszy stojące, niezbyt duże, w miarę upływu lat wiotczejące i pochylające się ku przodowi,
- tułów średnio długi, kończyny mocne, pionowe,
- zad mocny i szeroki, szynki średniej długości, uwypuklone,
- temperament żywy ale łagodny, nieagresywny w stosunku do innych zwierząt w stadzie,
- masa ciała lochy: 200–280 kg,
- masa ciała knura: 250–350 kg[1].